# Ayutthaya (ciutat)
Phra Nakhon Si Ayutthaya (en tailandès, พระนครศรีอยุธยา, pronunciat [pʰráʔ ná(ʔ).kʰɔ̄ːn sǐː ʔā.jút.tʰā.jāː]) o, localment, Ayutthaya és la ciutat i municipi capital de la província de Phra Nakhon Si Ayutthaya i del districte homònim de Tailàndia. Ayutthaya era la capital del regne d'Ayutthaya. La ciutat està situada en una illa a la confluència dels rius Chao Phraya i Pa Sak. Ayutthaya és el lloc de naixement del fundador de Bangkok, el rei Rama I. Les ruïnes de la ciutat vella es preserven al parc històric d'Ayutthaya, que és patrimoni de la humanitat per la UNESCO des de 1991.
La ciutat d'Ayutthaya té una superfície de 14,84  km².L'any 2020 té una població de 50.830 habitants.

## Etimologia
El nom "Ayutthaya" deriva de la paràula del sànscrit, अयोध्य - Ayodhya i de l'èpica nacional tailandesa, Ramakien (del Khmer, preah ព្រះ ). Aquest és un prefix per un nom relacionat amb una persona reial; i de "nakhon" (de la llengua pali: "nagara"), que designa una ciutat important o una capital.

## Geografia
Ayutthaya està situada a 64 km al nord de Bangkok.

### Clima
Ayutthaya està situada en les planes centrals de Tailàndia i té tres estacoins: l'estació càlida, entre el març i el maig; l'estació de pluges, entre el juny i l'octubre i l'estació freda, entre el novembre i el febrer.
La mitjana de la temperatura màxima diària, tot l'any supera els 30 graus C i la seva mitjana anual es situa als 33,7 graus. La mitjana anual de la seva temperatura mínima és de 23,4 graus i, excepte el gener i el desembre, la seva mínima sempre se situa per damunt dels 20 graus. A Ayutthaya hi plou una mitjana de 1.423,8 mm anuals. Els mesos més plujosos són l'agost, el juny i el setembre, respectivament.

### Població
Ayutthaya perd població des del 2005.
| data     | 2005   | 2010   | 2015   | 2019   |
| -------- | ------ | ------ | ------ | ------ |
| Població | 55,097 | 54,190 | 52,940 | 50,830 |

## Història
Arqueòlegs han trobat evidències que Ayutthaya era una ciutat portuària des de finals del segle XIII, abans de la seva fundació. El temple What Phanan Choeng és fundat l'any 1324, 27 anys abans de la fundació oficial de la ciutat.
El 1351 és l'any oficial de la fundació d'Ayutthaya. Ho fa el rei Ramathibodi I, qui arriba a la zona quan s'escapa d'una epidèmia de verola que afecta Lopburi, l'antiga capital. Llavors, proclama la ciutat com capital del seu regne, que serà referit com regne d'Ayutthaya o Siam. Ayutthaya és la segona ciutat siamesa després de Sukhothai.
La població estimada d'Ayutthaya de l'any 1600 és de 300.000 habitants i al voltant del 1700 podria arribar al milió d'habitants. Això la converteix en una de les ciutats més grans de l'època, quan és coneguda algunes vegades amb el nom de "Venècia de l'Est".

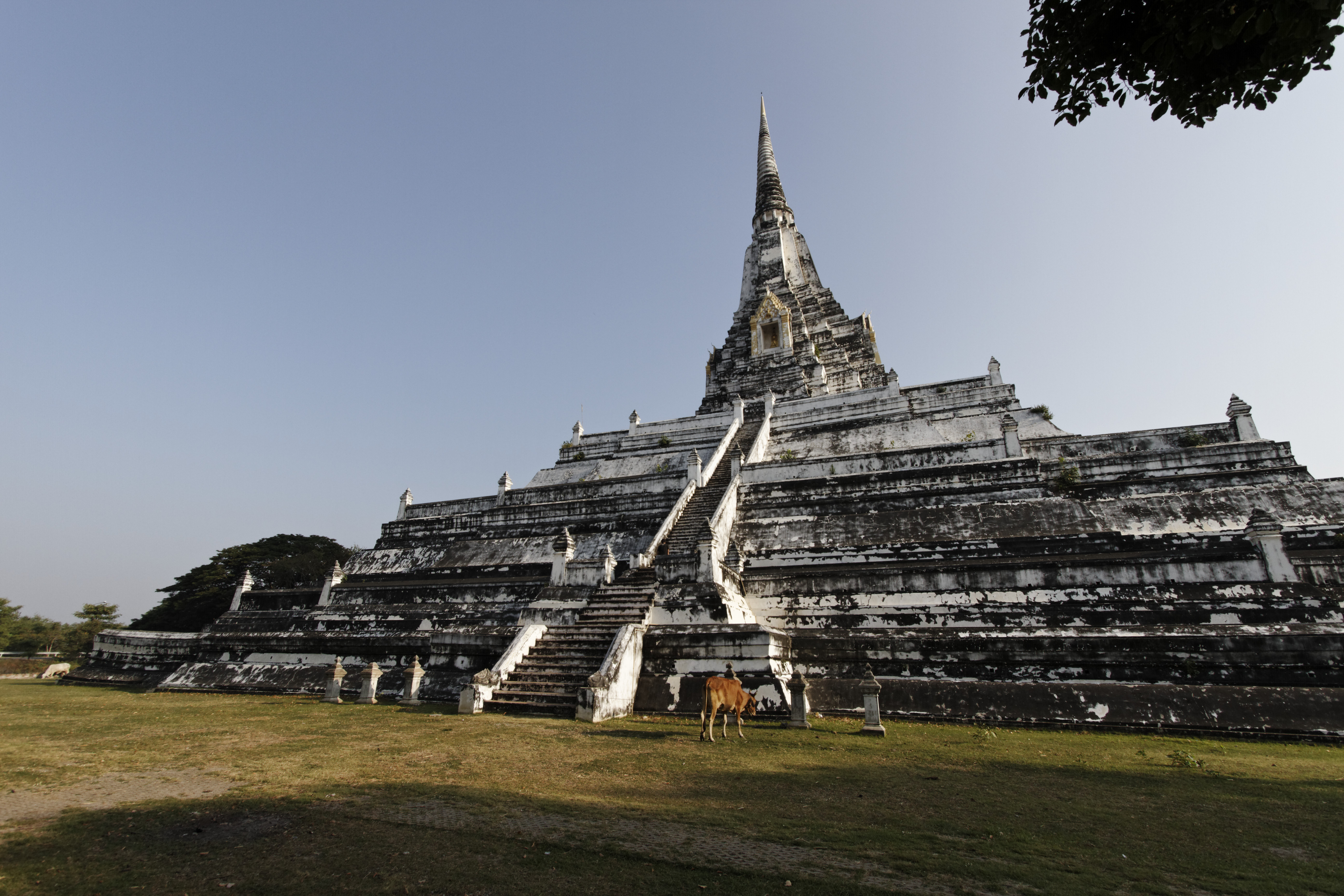
What Phu Khao Thong

El 1767 la ciutat és destruïda per l'exèrcit birmà a la Guerra Birmano-Siamesa. Llavors, el regne col·lapsa. Les ruïnes de la ciutat estan preservades al Parc Històric d'Ayutthaya, que ha estat reconegut com a patrimomi de la Humanitat per la UNESCO. Les ruïnes estan caracteritzades pels "prang" (torres relicàries) i els monastirs gegantins; aquests plasmenn l'esplendor de la ciutat. L'actual ciutat d'Ayutthaya es refunda a pocs quilòmetres a l'est de la ciutat antiga.

## Patrimoni cultural

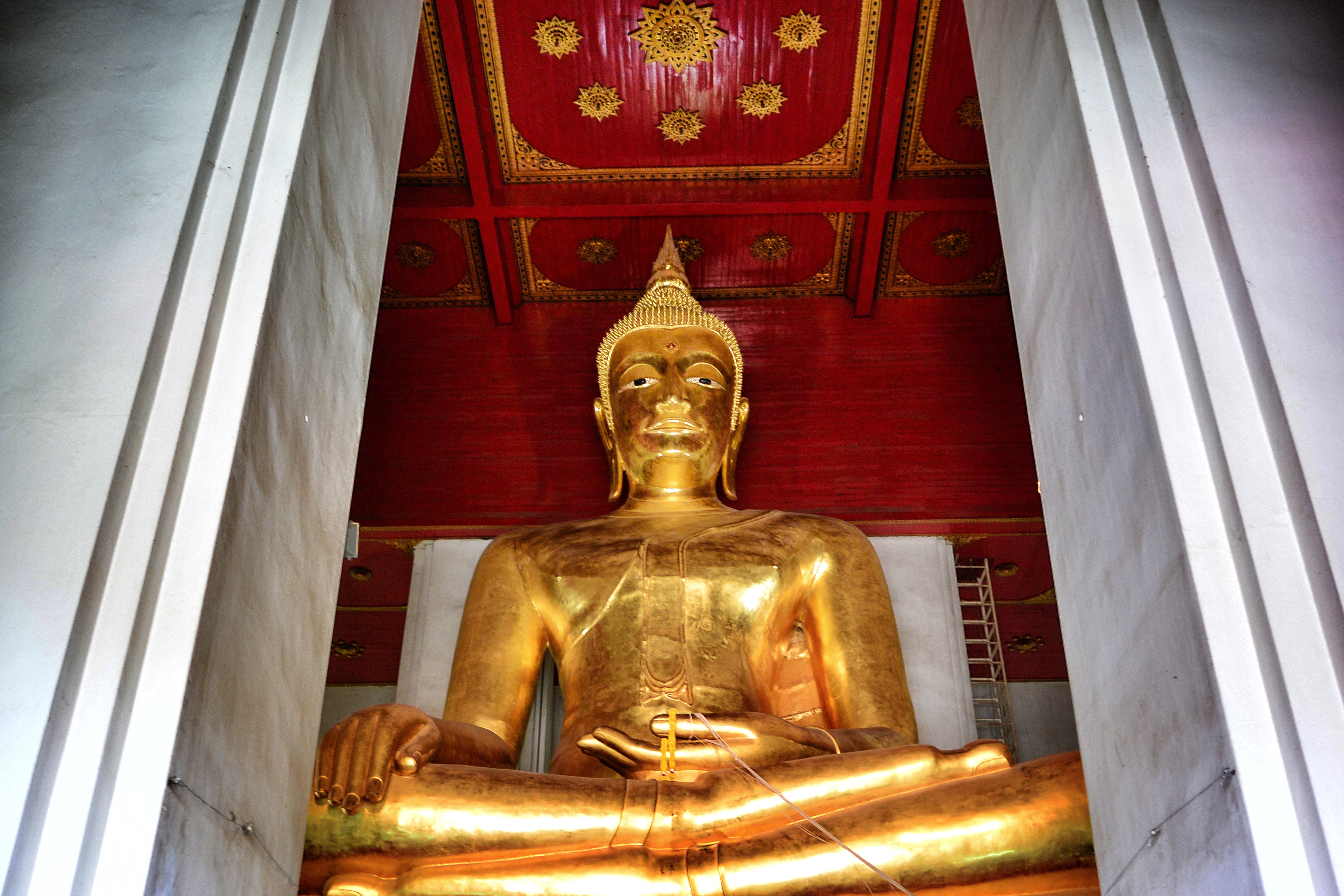
Buda Gegant de Wiham Phra Mongkhon Pophit

- Buda Gegant de Wiham Phra Mongkhon PophitEl parc històric d'Ayutthaya. Conforma les ruïnes de l'antiga capital del Siam.
- Centre d'Estudis Històrics d'Ayutthaya
- Museu Nacional Chao Sam Phraya. Exposa objectes trobats als temples Wat Racha Burana i What Maha That.
- Wang Luang
- Wat Suwan Dararam (temple)
- Església de Sant Josep

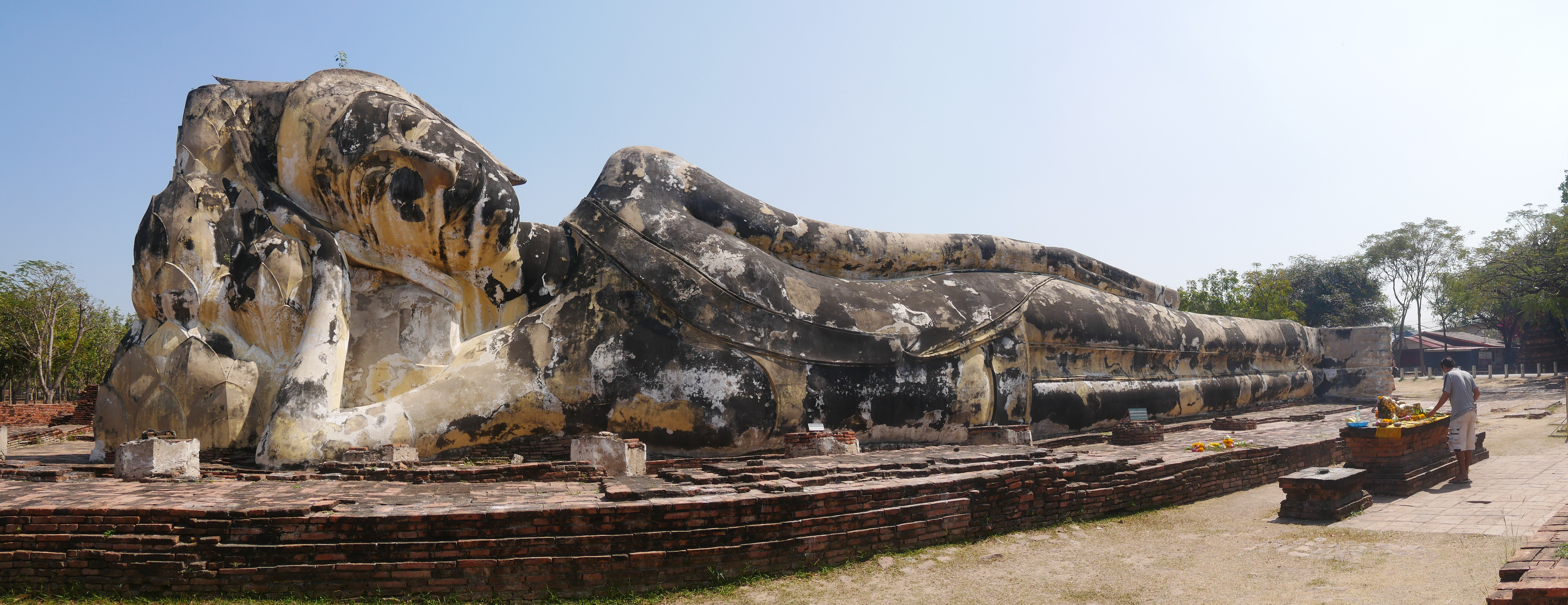
Buda gegant de Wat Lokayasutharam

- Buda gegant de Wat LokayasutharamBaan Hollanda. Antic barri holandès. Al voltant de les ribes dels rius, el rei del Siam va deixar que els europeus fessin colònies mercantils perquè poguessin comerciar amb el regne d'Ayutthaya. L'antiga colònia neerlandesa, fundada el 1643, està museïtzada.[11]
- Mercat noctur d'Ayutthaya
- Mercat flotant d'Ayutthaya: Klong Sabua.

## Transports

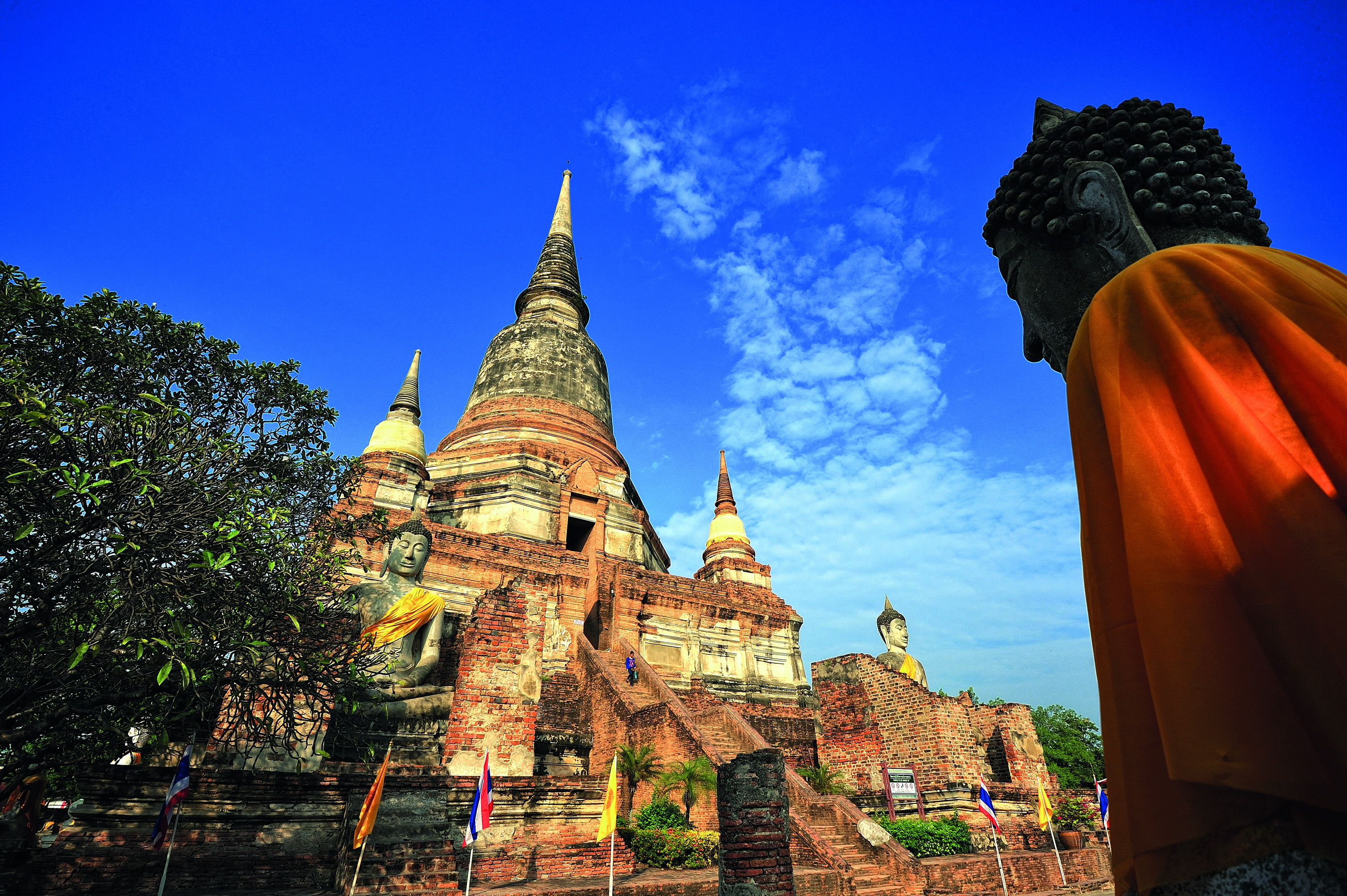
Wat Yai Chai Mongkhon

La ciutat d'Ayutthaya és accessible per ferrocarril i carretera. L'aeroport més proper és l'Aeroport Internacional Don Mueang de Bangkok.

## Ayutthaya a la ficció
- Al joc online multijugador Ragnarok Online apareix la ciutat d'"Ayothaya".
- En el videojoc Soulcalibur II, Ayutthaya és una pantalla del joc.
- Els temples Wat Phra Si Sanphet i Wat Ratchaburana apareixen als videojocs i films: Street Fighter II: The World Warrior, Kickboxer: L'art de la guerra, Mortal Kombat, Mortal Kombat Annhilation i Mortal Kombat Conquest.
- L'estàtua del Buddha estirat de les ruïnes d'Ayutthaya apareixen als jocs d'Street Fighter.
- Ayutthaya apareix a la pèl·licula "The King Maker" de 2005.
- Els protagonistrres del joc de la Nintendo Golden Sun: Dark Dawn visiten la ciutat d'"Ayuthay".
- Al videojoc Overwatch hi apareix un mapa titul·lat "Ayutthaya".
- El videojoc Civilization VI té una civil·lització basada en el regne d'Ayutthaya.

## Galeria d'imatges

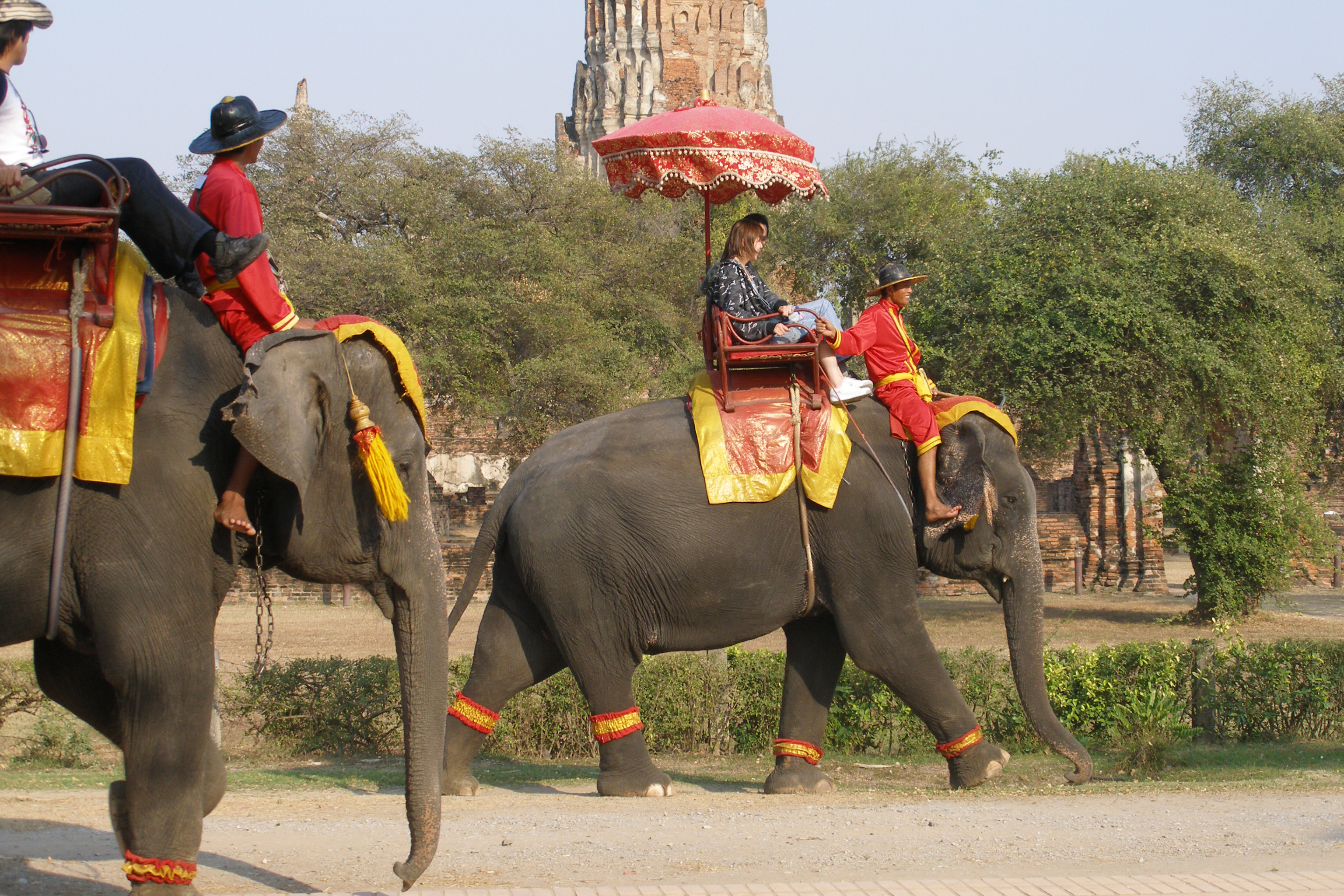
Elefants a Ayutthaya
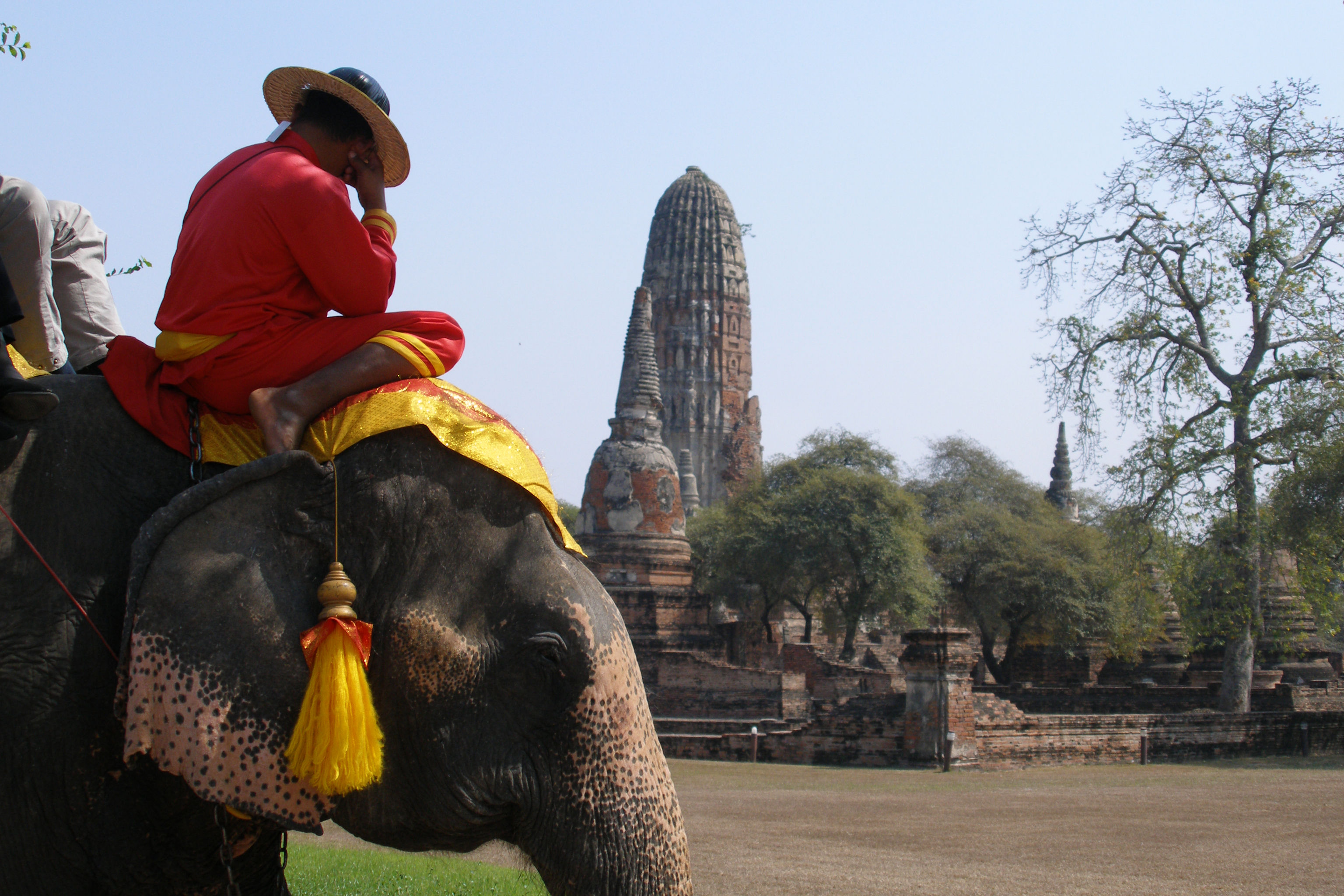
Elefant
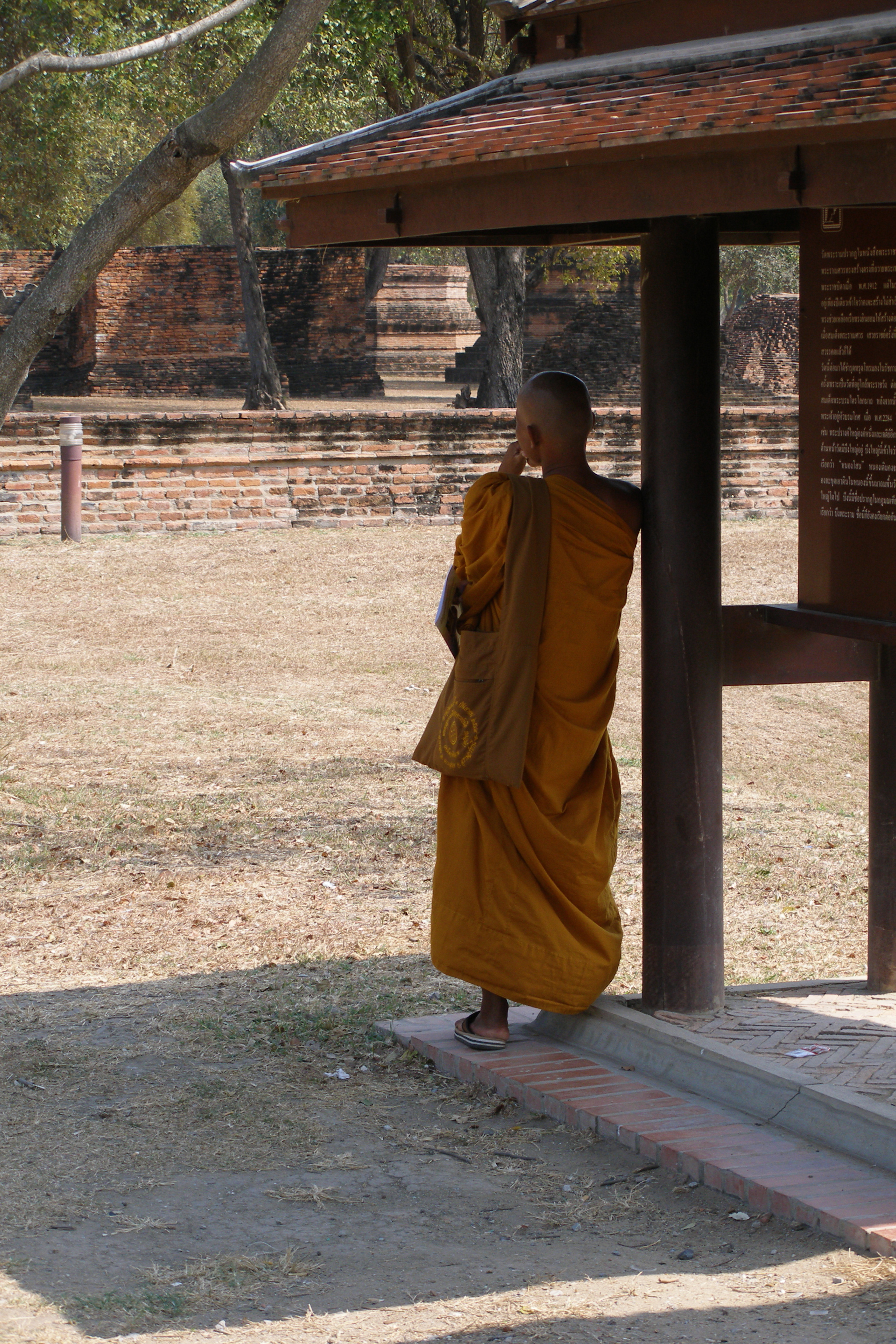
Monjo budista a Ayutthaya
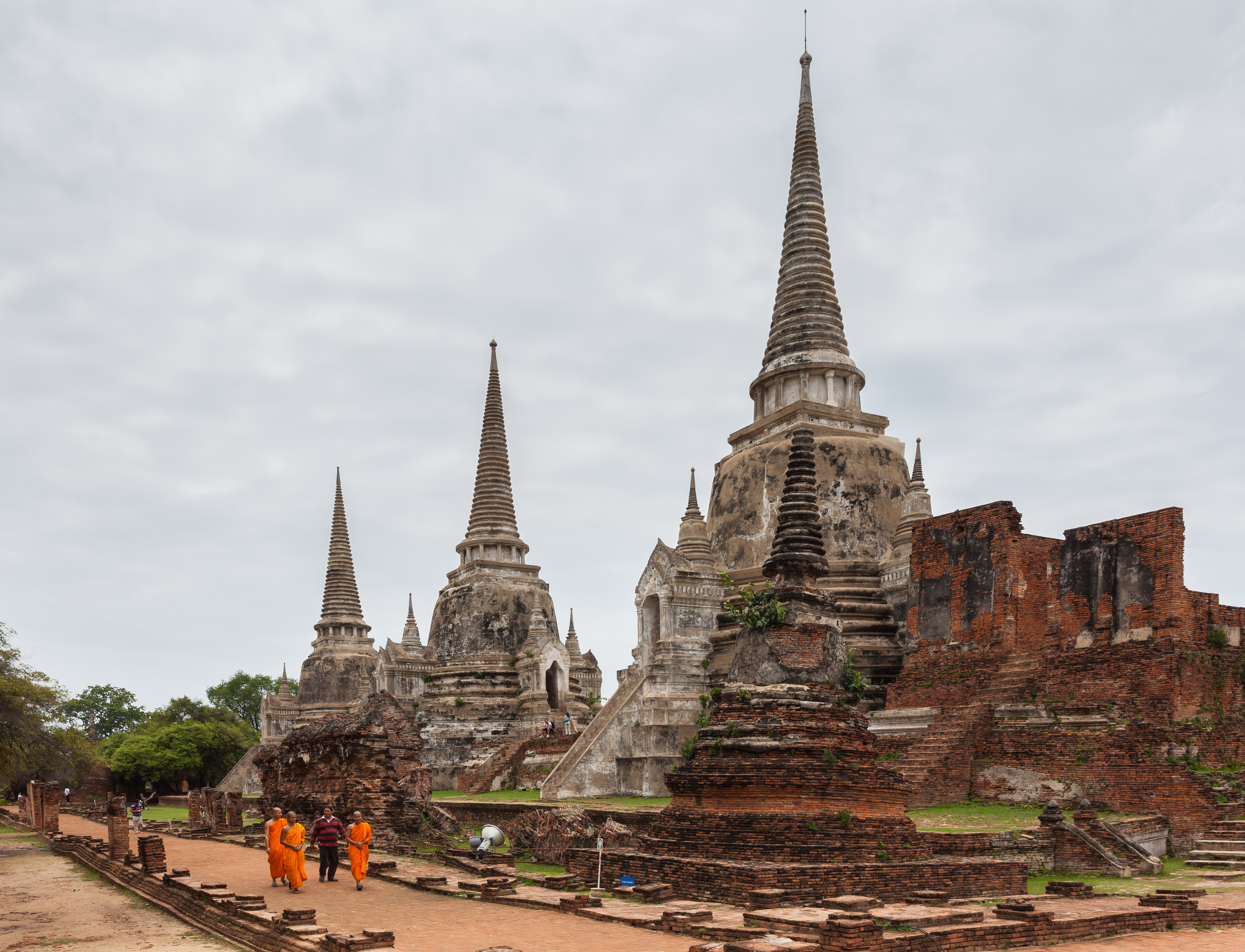
Wat Phra Si Sanphet
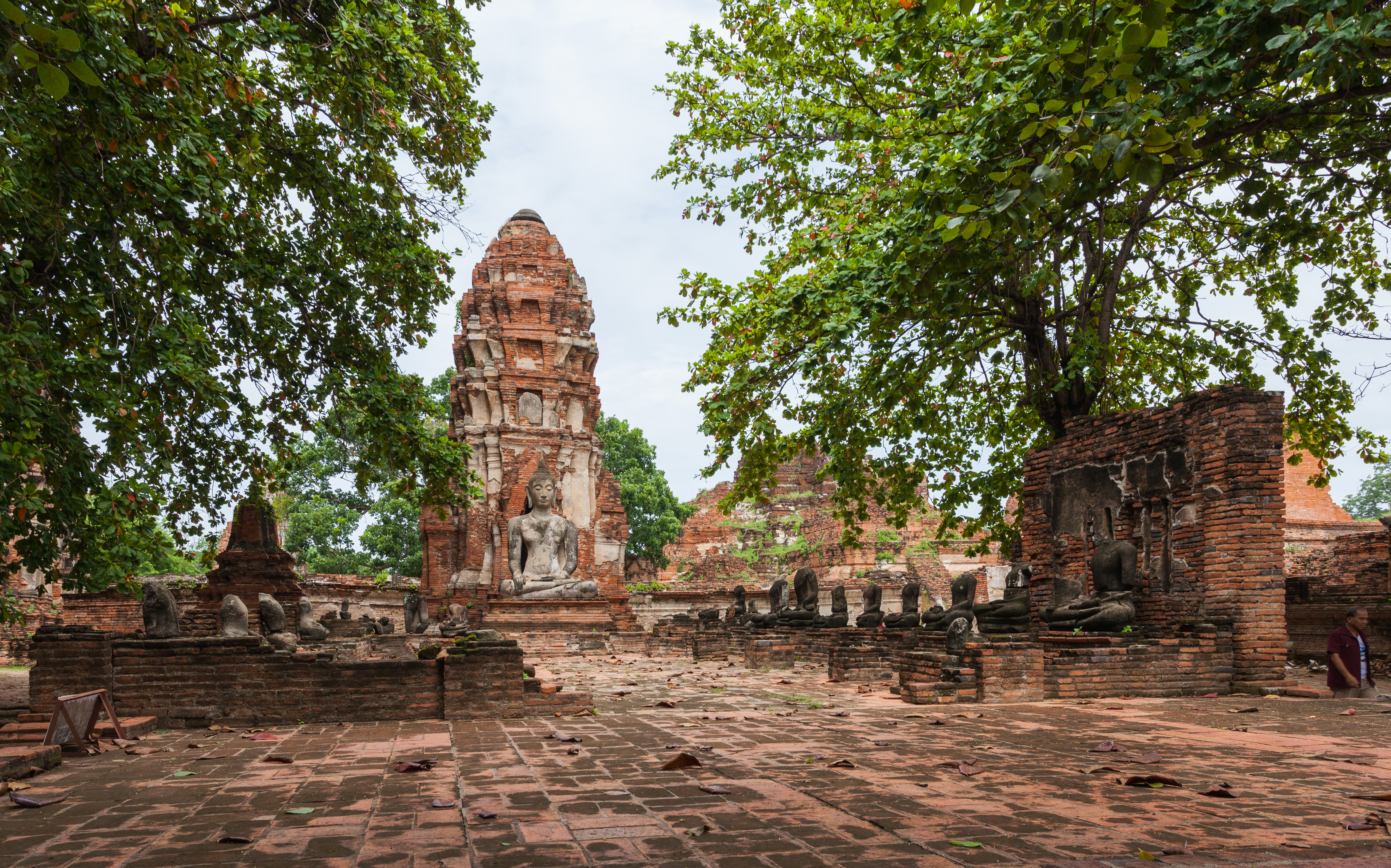
Mahathat,  Parc Històric d'Ayutthaya
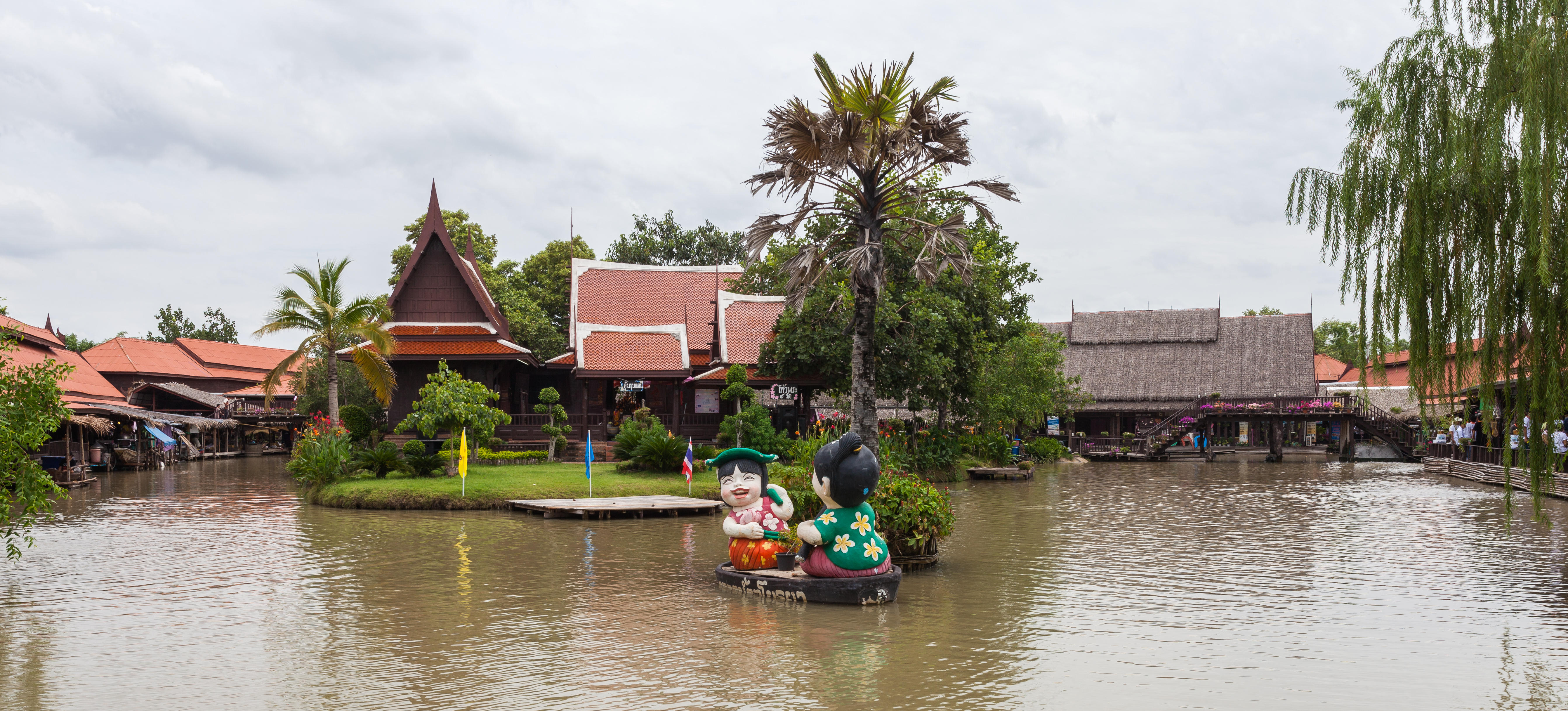
Mercat flotant Ayutthaya
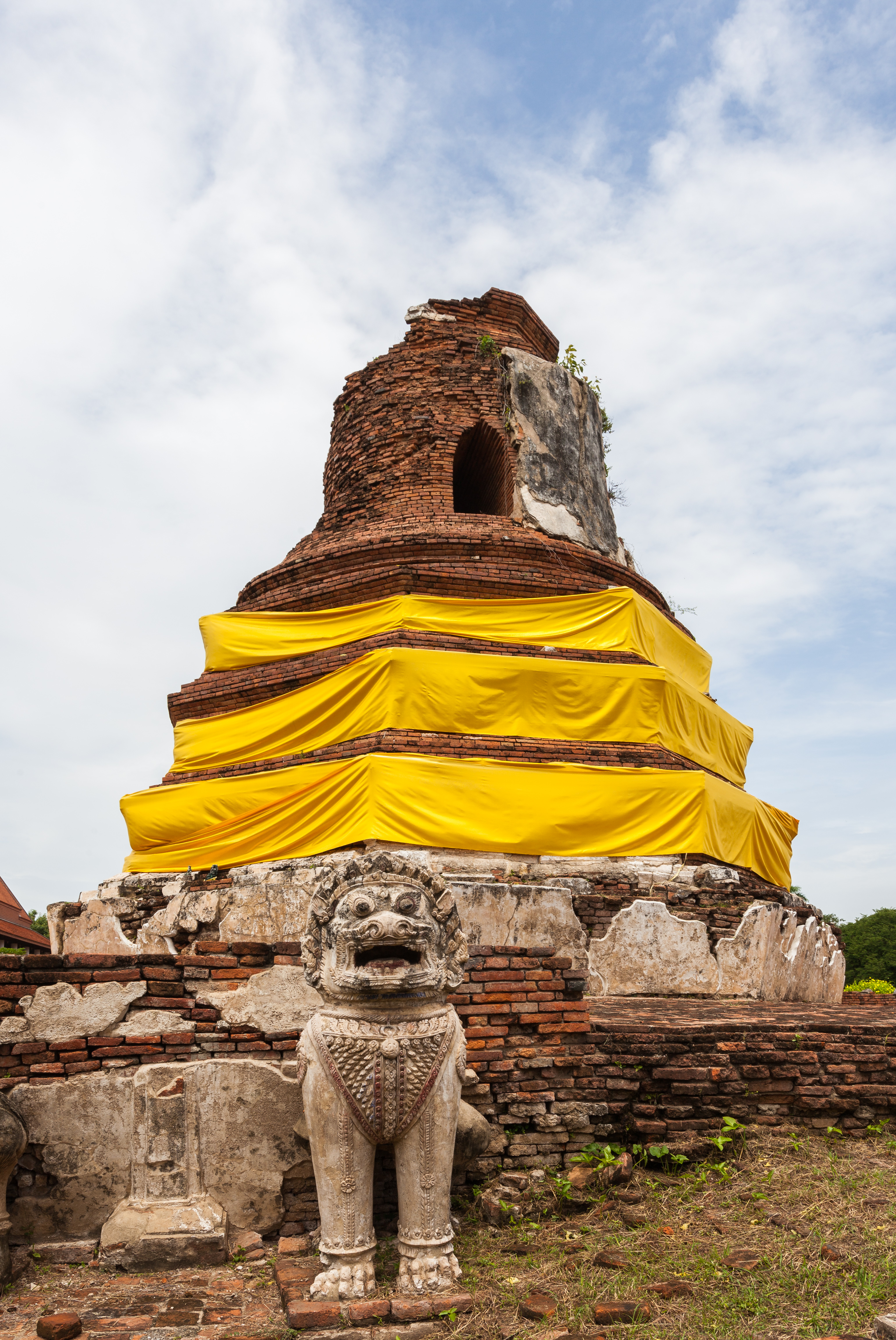
Temple Thammikarat
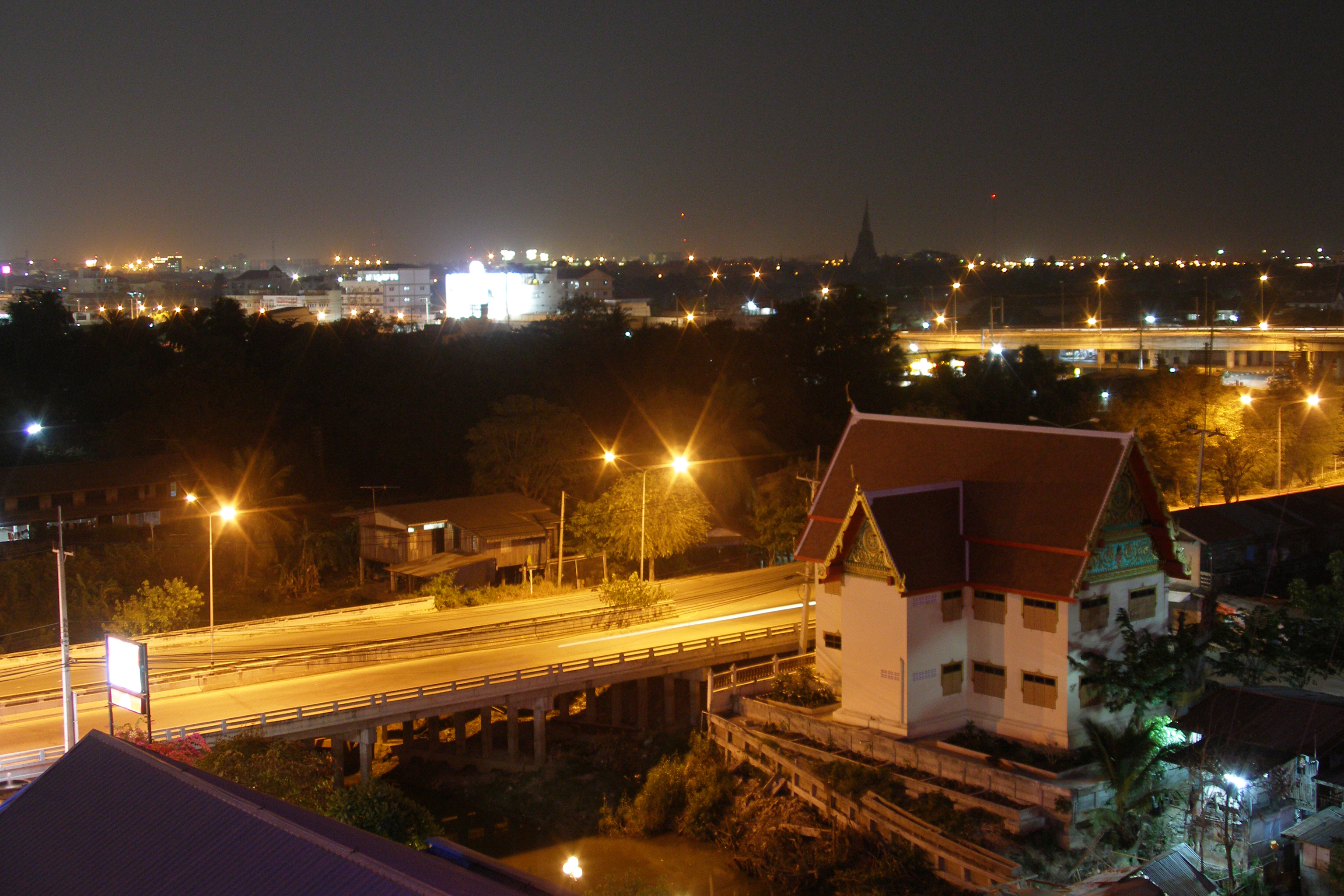
Centre d'Ayutthaya a la nit